# Peter Kunz (Theologe)
Peter Kunz, latinisiert Petrus Conzenius (* um 1480 in Eschlen, Gemeinde Erlenbach im Simmental; † 11. Februar 1544 in Bern), gilt als Reformator des Niedersimmentals (1527), des Obersimmentals (1529) und war von 1536 bis 1544 Pfarrer am Berner Münster als Nachfolger von Berchtold Haller.

## Leben
Peter Kunz stammt aus einer begüterten Bergbauernfamilie der Bäuerten Eschlen in der Gemeinde Erlenbach am Fusse des Stockhorns. Seine Mutter war eine gebürtige Strün (heute: Streun). Eine erste Ausbildung erfuhr er vermutlich beim Chorherr und Pfarrer Niklaus von Hürenberg, der ihm einen Ausbildungsplatz am Augustinerkloster von Interlaken ermöglichte. Wo er weiter Studien betrieb, ist nicht bekannt. Er nannte später Martin Luther und Philipp Melanchthon als seine praeceptores (deutsch: Lehrmeister), was jedoch nicht zwingend auf ein Studium in Wittenberg schliessen lassen muss.
Als Augustinerchorherr konnte er 1517 die Stelle des Kilchherrn in seinem Heimatort Erlenbach übernehmen. Wann er mit den reformatorischen Ideen in Kontakt kam und die neue Lehre annahm und öffentlich vertrat, ist nicht bekannt. Der Stadtberner Reformator Berchtold Haller bezeichnete ihn als einen der ersten, der by uns evangelisch gewesen sei. In mehreren Ämterbefragungen stellte sich das Niedersimmental, im Gegensatz zum Obersimmental schon früh auf die Seite des neuen evangelischen Glaubens. Vermutlich um 1524 widersetzte er sich dem Zölibat und ging mit einer namentlich nicht bekannten Frau ein Konkubinat und 1527 mit Salome Hugi eine Ehe ein. Aus dieser Beziehung gingen die beiden Töchter Sara und Affra hervor.
Im Jahr 1526 nahm er zusammen mit Berchtold Haller an der Badener Disputation teil. Eine Wortmeldung ist nicht überliefert, doch schien er in Baden Kontakte mit der reformatorischen Seite gewonnen zu haben. So stand Kunz seit dem Sommer 1526 im Briefkontakt mit Ulrich Zwingli. Am 13. Mai 1527 wurde unter seiner Leitung in der Kirche von Erlenbach die Reformation des Niedersimmentals bestätigt. Ein Jahr später nahm Kunz an der Berner Disputation teil und war einer der Mitunterzeichner. Nach der formellen Einführung der Reformation wurde Kunz vom Rat beauftragt, auch im Obersimmental der Reformation zum Durchbruch zu verhelfen, was 1528 bis 1529 geschah.
Nach dem Tode von Berchtold Haller wurde Kunz 1535 als Prädikant ans Berner Münster berufen und prägte bis zu seinem Tode im Jahr 1544 wesentlich die Berner Kirchengeschichte der Reformation. In der Auseinandersetzung um eine Einigung im Abendmahlsstreit im Sinne der Wittenberger Konkordie vertrat er zusammen mit Sebastian Meyer die lutherische Position. Nach der Eroberung der Waadt durch Bern im Jahr 1536 spielte Kunz im Aufbau der reformierten Kirche Waadtlands eine führende Rolle. Wegen seines impulsiven Auftretens in den Gesprächen wurde er von Johannes Calvin als „wütende Bestie“ bezeichnet. Andere Reformatoren, wie Martin Bucer von Strassburg oder Simon Grynaeus aus Basel nahmen ihn trotz seiner Grobschlächtigkeit in Schutz.
Kunz stand mit vielen reformatorischen Zeitgenossen im Briefkontakt. So korrespondierte er unter anderem mit Heinrich Bullinger, Joachim von Watt (Vadian), Oswald Myconius, Theodor Bibliander, Wolfgang Capito und Calvin. Der Berner Professor Rhellicanus (deutsch: Johannes Müller), den er 1536 bei dessen Stockhornbesteigung begleitete, widmete ihm sein daraus entstandene Gedicht Stockhornias (1537).